# Kristofer Hæstad
Kristofer Kruger Hæstad (ur. 9 grudnia 1983 w Kristiansand) – norweski piłkarz występujący na pozycji pomocnika.

## Kariera klubowa
Hæstad seniorską karierę rozpoczynał w 2000 roku w klubie FK Vigør. W 2001 roku trafił do drugoligowego Startu. W tym samym roku awansował z nim do ekstrakalsy. W tych rozgrywkach zadebiutował 14 kwietnia 2002 w zremisowanym 1:1 meczu ze Stabæk IF. 11 sierpnia 2002 w przegranym 1:4 spotkaniu z Vikingiem strzelił pierwszego gola w trakcie gry w ekstraklasie. W 2002 roku Hæstad powrócił z zespołem do drugiej ligi. W 2004 roku ponownie awansował z klubem do pierwszej ligi. W 2005 roku wywalczył z zespołem wicemistrzostwo Norwegii.
W styczniu 2007 roku został wypożyczony do angielskiego Wigan Athletic. W Premier League zadebiutował 13 stycznia 2007 w przegranym 0:4 meczu z Chelsea F.C. W Wigan Hæstad grał do maja 2007 roku, w tym czasie rozgrywając tam 2 ligowe pojedynki. Potem powrócił do Startu.
W 2008 roku Hæstad przeszedł do Vålerenga Fotball, również grającej w Tippeligaen. Pierwszy ligowy mecz w jej barwach zaliczył 29 marca 2008 przeciwko Aalesunds FK (1:0). W 2008 roku zdobył z zespołem Puchar Norwegii.

## Kariera reprezentacyjna
W reprezentacji Norwegii Hæstad zadebiutował 24 maja 2005 w wygranym 1:0 towarzyskim meczu z Kostaryką. 2 czerwca 2007 w wygranym 4:0 spotkaniu eliminacji Mistrzostw Europy 2008 strzelił pierwszego gola w trakcie gry w kadrze.